# Sweden Hockey Games
De Sweden Hockey Games is een ijshockeytoernooi in Zweden waarvan het deelnemersveld in principe bestaat uit de Europese landen van de Big Six. Van 1992 t/m 2003 was  Canada een deelnemer. Het toernooi wordt vanaf 1991 bijna jaarlijks gespeeld en vanaf het seizoen 1996/97 in het kader van de Euro Hockey Tour. De gebruikelijke speellocatie is de Ericsson Globe in Stockholm maar vaak wordt een enkele wedstrijd buiten Zweden gespeeld. 
Het toernooi wordt meestal gespeeld in februari en in Olympische jaren verplaatst naar april. Het krijgt sinds de start van de Euro Hockey Challenge in 2011 zodanige concurrentie van dat toernooi dat sommige wedstrijden voor beide toernooien meetellen. 

## Namen van het toernooi
- 1980-1984 - Sweden Cup
- 1991-2005 - Sweden Hockey Games
- 2006-2011 - LG Hockey Games
- 2012-2014 - Oddset Hockey Games
- 2017-   - Sweden Hockey Games

## Overzicht van de eindstanden
| Jaar            | Goud              | Zilver                               | Brons             | Nr. 4             |
| --------------- | ----------------- | ------------------------------------ | ----------------- | ----------------- |
| 1980            | Sovjet-Unie       | Zweden                               | Tsjecho-Slowakije | Finland           |
| 1984            | Tsjecho-Slowakije | Sovjet-Unie                          | Zweden            | Finland           |
| 1991            | Sovjet-Unie       | Zweden                               | Finland           | Tsjecho-Slowakije |
| 1992            | Canada            | Gemenebest van Onafhankelijke Staten | Tsjecho-Slowakije | Zweden            |
| 1993            | Zweden            | Tsjechië                             | Rusland           | Canada            |
| 1994            | Tsjechië          | Zweden                               | Canada            | Rusland           |
| 1995            | Zweden            | Rusland                              | Tsjechië          | Canada            |
| 1996            | Zweden            | Tsjechië                             | Rusland           | Canada            |
| 1997            | Finland           | Zweden                               | Rusland           | Canada            |
| 1998            | Zweden            | Tsjechië                             | Finland           | Rusland           |
| 1999            | Finland           | Zweden                               | Canada            | Tsjechië          |
| 2000            | Finland           | Tsjechië                             | Canada            | Rusland           |
| 2001 (februari) | Zweden            | Finland                              | Canada            | Tsjechië          |
| 2001 (november) | Zweden            | Tsjechië                             | Finland           | Rusland           |
| 2003            | Rusland           | Zweden                               | Canada            | Finland           |
| 2004            | Zweden            | Tsjechië                             | Rusland           | Finland           |
| 2005            | Zweden            | Tsjechië                             | Rusland           | Finland           |
| 2006            | Rusland           | Finland                              | Zweden            | Tsjechië          |
| 2007            | Zweden            | Rusland                              | Tsjechië          | Finland           |
| 2008            | Rusland           | Finland                              | Zweden            | Tsjechië          |
| 2009            | Zweden            | Rusland                              | Finland           | Tsjechië          |
| 2010            | Finland           | Tsjechië                             | Rusland           | Zweden            |
| 2011            | Zweden            | Rusland                              | Finland           | Tsjechië          |
| 2012            | Zweden            | Tsjechië                             | Finland           | Rusland           |
| 2013            | Finland           | Tsjechië                             | Rusland           | Zweden            |
| 2014            | Finland           | Tsjechië                             | Zweden            | Rusland           |
| 2017            | Rusland           | Tsjechië                             | Zweden            | Finland           |
| 2018            | Finland           | Zweden                               | Rusland           | Tsjechië          |
| 2019            | Tsjechië          | Rusland                              | Zweden            | Finland           |
| 2020            | Zweden            | Tsjechië                             | Finland           | Rusland           |
| 2021            | Rusland           | Zweden                               | Finland           | Tsjechië          |
| 2022            | Tsjechië          | Zweden                               | Zwitserland       | Finland           |
| 2023            | Zweden            | Finland                              | Tsjechië          | Zwitserland       |
| 2024            | Finland           | Zweden                               | Tsjechië          | Zwitserland       |
| 2025            | Finland           | Tsjechië                             | Zwitserland       | Zweden            |